# Río Majagua
El río Majagua es un río de la República de Panamá, ubicado en la provincia de Chiriquí, ubicada en la parte occidental de este país.
La naciente del río Majagua se encuentra dentro de la cuenca hidrográfica del río Chiriquí (distinguida con el n.º 108), es un curso de agua permanente.
El río Majagua nace en el volcán Barú, cerca del cerro El Banco, a una altitud de 1500 m y desemboca en el río David a la altura de la urbanización el Terronal en la ciudad de David.
- Datos: Q6737398